# Piezocera serraticollis
Piezocera serraticollis är en skalbaggsart som beskrevs av Linell 1897. Piezocera serraticollis ingår i släktet Piezocera och familjen långhorningar.
Artens utbredningsområde är Panama. Inga underarter finns listade i Catalogue of Life.